# Metropolia Tlalnepantla
Metropolia Tlalnepantla – metropolia Kościoła rzymskokatolickiego w Meksyku. Erygowana w dniu 17 czerwca 1989 roku. W skład metropolii wchodzi 1 archidiecezja i 7 diecezji.
W skład metropolii wchodzą:
- Archidiecezja Tlalnepantla
  - Diecezja Cuautitlán
  - Diecezja Ecatepec
  - Diecezja Izcalli
  - Diecezja Netzahualcóyotl
  - Diecezja Teotihuacan
  - Diecezja Texcoco
  - Diecezja Valle de Chalco